# Afgekia mahidolae
Afgekia mahidolae là một loài thực vật có hoa trong họ Đậu. Loài này được Brian Laurence Burtt và Chirayupin Chermsirivathana miêu tả khoa học đầu tiên năm 1971.

## Phân bố
Loài đặc hữu tây nam Thái Lan.